# Vale tudo
Vale tudo (port., dosł. „idzie wszystko” lub „wszystko można”) – nazwa organizowanych w Brazylii od lat 20. XX wieku pojedynków w walce wręcz z bardzo ograniczonymi regułami. Z vale tudo wyewoluowały zawody MMA.
Oryginalne vale tudo nie było nigdy sztuką walki, lecz tylko formułą organizowania zawodów z bardzo ograniczonymi regułami, gdzie każdy mógł się posługiwać takimi technikami walki jakie uznał za skuteczne. Zawody tego typu charakteryzują się minimalnymi ograniczeniami. Przeważnie zakazane są tylko ataki na oczy, gryzienie i czasami kopanie w krocze. W tradycyjnym vale tudo nie występują kategorie wagowe, podział walki na rundy i ograniczenia czasowe. Bardzo często walka toczona jest na gołe pięści.
Walka może być rozstrzygnięta przez:
- nokaut – czyli chwilowa lub dłuższa utrata przytomności przez zawodnika,
- nokaut techniczny – np. kontuzje, złamanie nosa lub kości, rozcięcia itp.
- poddanie – na skutek duszenia, dźwigni lub w innym dowolnym momencie walki (przez zawodnika lub jego sekundanta)
- decyzję arbitra np. gdy przewaga jednego z zawodników okazała się zbyt duża.

Zawody takie jak Ultimate Fighting Championship, World Vale Tudo Championship czy International Vale Tudo Championship były niegdyś bardzo zbliżone do oryginalnego vale tudo, z czasem jednak obrosły szeregiem reguł, które oznaczały niemal całkowite odejście od pierwotnej idei. Wprowadzenie kategorii wagowych, rund, ograniczeń czasowych oraz rozszerzenie katalogu zabronionych technik spowodowało, że formuła tych zawodów z czasem wyewoluowała ku współczesnemu MMA.
Zawody typu vale tudo odbywają lub odbywały się w Brazylii, Japonii, USA, Meksyku i kilku krajach Europy. W Polsce rozgrywane są gale zawodowe i doroczne amatorskie mistrzostwa Polski w formule MMA, natomiast nie odbywają się zawody w tradycyjnym vale tudo.
Vale tudo jest uznawane przez niektórych za styl lub sport walki. W rzeczywistości istnieją style, które się z vale tudo w jakimś sensie wywodzą lub są przeznaczone do walki w tego typu zawodach (np. Ruas Vale Tudo). Natomiast samo vale tudo, jako forma rywalizacji, pierwotnie stylem walki nigdy nie było.